# Костаноанские языки

Костаноанские языки (охлонийские, костанские; Costanoan, Ohlone) — одна из двух ветвей в составе утийской семьи языков. Были распространены в районе Сан-Франциско (штат Калифорния в США) среди народа олони, проживающем в штате Калифорния в США.
Северные языки исчезли в 18 или начале 19 века, южные — в 1950-х годах.

## Состав
Приведенная ниже классификация основывается на работе Каллаган (Callaghan, 2001). В других классификация северный костано, южный костано и каркин рассматриваются как отдельные языки, а их подгруппы — как диалекты. «Языки» чоченьо, тамьен и рамайтуш были настолько похожи, что, видимо, представляли собой диалекты одного языка.
A. Севернокостаноанская группа (†)
1. Чалон (или чолон, соледад) (†) (?) — возможно, переходный язык между северными и южными языками костано.
2. Авасвас (или костано-санта-крус) (†) — вероятно, не представлял собой одного языка, так как документированные записи носителей этого языка имеют существенные различия.
3. Тамьен (тамиэн, костан-санта-клара) (†)
4. Чоченьо (сан-хосе, восточный заливный костано)
5. Рамайтуш (или сан-францисканский костано)
B. Южнокостаноанская группа (†)
6. Муцун (или костано-сан-хуан-баутиста) (†)
7. Румсен (или румсиен, сан-карлос, кармель) (†)
C. ? Каркинская группа
8. Каркин (†)